# Gästrikland
Gästrikland er en provins (landskap) i amtet Gävleborgs län i det centrale Sverige. Den største by er Gävle.
Prinsesse Madeleine af Sverige er titulær hertuginde af Hälsingland og Gästrikland.

## Landskabssymboler[1]
Gästriklands våben viser en elg, landskabsdyr er tjuren, Tetrao urogallus, og landskabsblomst er liljekonval, Convallaria majalis.
Andre symboler er:
- Landskabsfugl: Sortstrubet lom, Gavia arctica
- Landskabssvamp: Skællet kødpigsvamp, Sarcodon imbricatus
- Landskabssten: Gävlesandsten
- Landskabsfisk: Sild, Clupea harengus
- Landskabsmos: Stor engkost, Climacium dendroides
- Landskabsinsekt: Sortåret hvidvinge, Aporia crataegi
- Landskabsæblesort: Malmbergs gylling
- Landskabsgrundstof: Krom (Cr)